# Detergenty

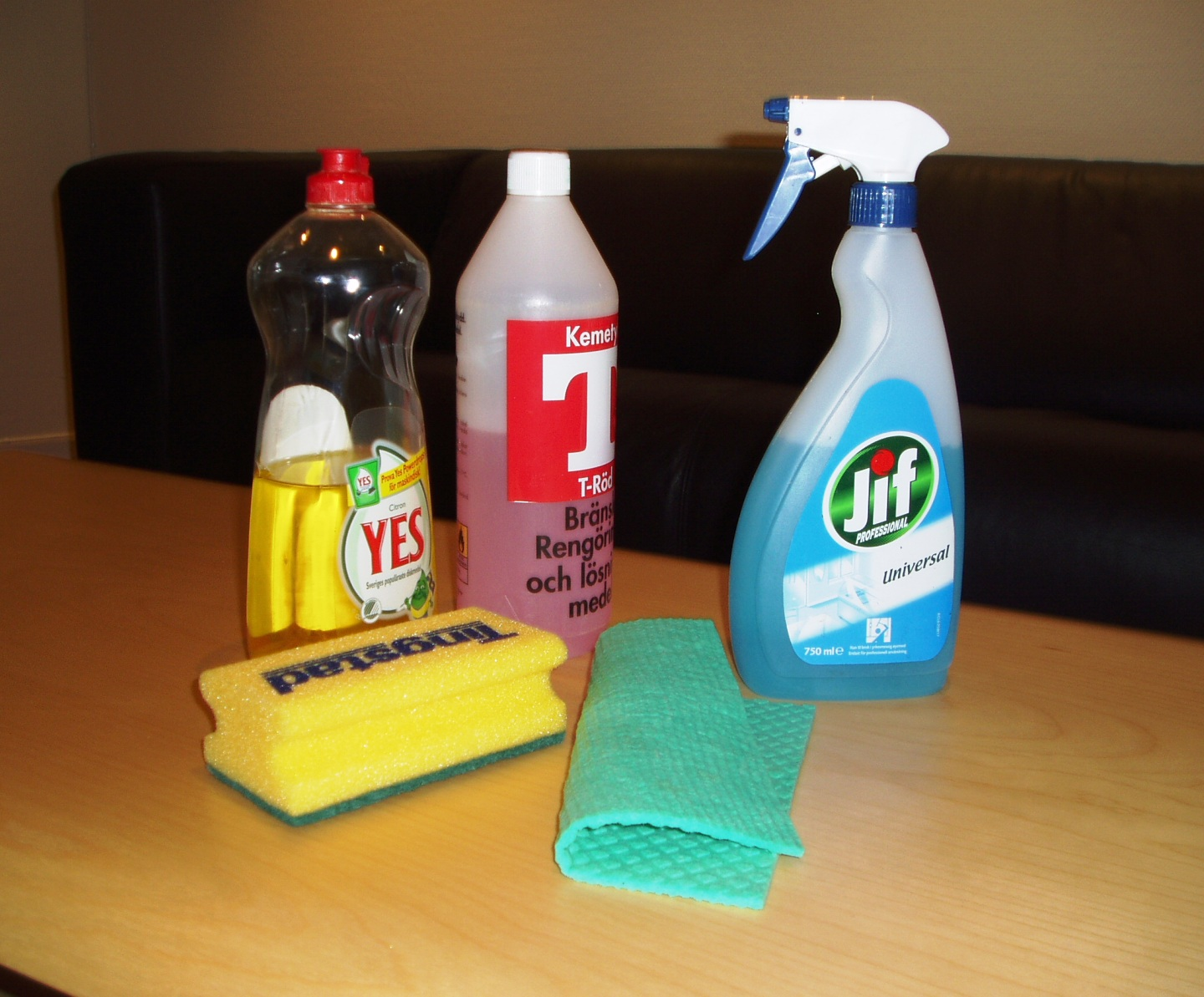
Detergenty
1. sole sodowe estrów kwasu siarkowego z wyższymi alkoholami (np. laurylosiarczan sodu)
2. związki lub ich mieszaniny, które stanowią aktywny czynnik wszelkich środków czystości, takich jak szampony, proszki do prania, płyny do mycia naczyń, środki do mycia naczyń w zmywarkach itd.

Czasami przez "detergenty" rozumie się wszelkie środki czyszczące jako takie. W przemyśle środków czystości rozgranicza się jednak wyraźnie "detergenty właściwe" - w sensie pierwszej definicji oraz pozostałe składniki środków czyszczących - takie jak nabłyszczacze, dodatki koloryzujące, dodatki zapachowe, odżywcze, antystatyczne, wybielające itp.
Detergenty utożsamia się czasem z surfaktantami, co jednak nie jest poprawne, gdyż nie wszystkie detergenty działają jak surfaktanty i nie wszystkie surfaktanty są stosowane jako detergenty.
Detergenty "czyszczą" dzięki temu, że działają na brud/nieczystości na następujące sposoby:
- zachowują się jak surfaktanty – zmniejszają napięcie powierzchniowe wody, ułatwiają mieszanie się brudu z wodą (lub innym rozpuszczalnikiem), ułatwiają zwilżanie mytych powierzchni
- zmieniają pH powierzchni, co prowadzi do zrywania wiązań wodorowych, którymi brud jest związany z powierzchnią lub zmiana pH prowadzi do rozkładu substancji tworzących brud
- obniżają twardość wody, dzięki czemu woda lepiej zwilża powierzchnię i łatwiej rozpuszczają się w niej związki jonowe, tworzące brud
- rozkładają brud poprzez reakcję utlenienia
- działają  enzymatycznie poprzez katalizowanie reakcji prowadzących do rozkładu cząsteczek organicznych tworzących brud
- działają pianotwórczo - zwiększając powierzchnię styku brudu ze środkiem myjącym

Liczba związków chemicznych stosowanych jako detergenty jest bardzo duża i ciągle poszukuje się nowych. Skład detergentów stosowanych w danym środku czyszczącym wynika z faktu co ma być myte, czym to coś jest zwykle zanieczyszczone oraz jak ma się odbywać proces mycia.
Np: detergentem do czyszczenia szkła laboratoryjnego jest chromianka lub roztwór wodorotlenku potasu w etanolu. Są to bardzo skuteczne i tanie detergenty, jednak ich użycie w warunkach domowych groziłoby fatalnym skutkami, gdyż są to środki żrące. Stąd do ręcznego mycia naczyń stosuje się dużo mniej skuteczne detergenty oparte na łagodnych, nie uszkadzających dłoni surfaktantach pianotwórczych. Z kolei, użycie pianotwórczych sufraktantów w zmywarkach, czy płynach do mycia szyb samochodowych skutkowałoby niepotrzebnymi trudnościami ze spłukiwaniem piany z mytych powierzchni. Stąd w tego typu zastosowaniach stosuje się surfaktanty niepianotwórcze połączone z solami amoniaku, które przyspieszają spływanie warstwy środka myjącego z powierzchni.